# Hôtel de Bonneval
Hôtel de Bonneval je městský palác z 18. století, který se nachází v Paříži v historické čtvrti Marais ve 3. obvodu na adrese 14–16, Rue du Parc-Royal.

## Historie
Palác byl postaven v 18. století pro pana de Bonneval. Od 3. července 1961 je chráněn jako historická památka. V roce 1975 byl renovován.